# Bystrzynka
Bystrzynka – osada w Polsce położona w województwie zachodniopomorskim, w powiecie świdwińskim, w gminie Świdwin, przy trasie linii kolejowej Słupsk-Stargard. Miejscowość wchodzi w skład sołectwa Bystrzyna.
W latach 1975–1998 miejscowość administracyjnie należała do województwa koszalińskiego.